# 谢家堡乡
谢家堡乡，是中华人民共和国河北省张家口涿鹿县南山区下辖的一个乡。

## 行政区划
谢家堡乡下辖以下地区：
张家房村、孔涧村、范家坡村、李家堡村、吕家湾村、胡家沟村、朱家峪村、西安村、板铺村、梨园村、王涧村、池涧村、谢家堡村、白家口村、桃园沟村、宋家庄村、上疃村、下疃村、小河南村、南将石村和九针台村。
类似村级单位：杨家坪林场（小五台山国家级自然保护区杨家坪管理区），位于吕家湾村东、北、西三面。